# Ruden
Ruden  (slovinsky Ruda) je obec v rakouské spolkové zemi Korutany, východně od Klagenfurtu, v okresu Völkermarkt. Žije zde přibližně 1 500 obyvatel.

## Geografie

### Poloha obce
Obec se nachází ve východní části údolí Jauntal, severně od řeky Drávy mezi kopci Wallersberg, Liesnaberg a Weißenegger Berg.

### Části obce
Obec je tvořena čtyřmi katastrálními územími Kraßnitz (Krasnica), Unternberg (Podgora), Ruden (Ruda) a Eis (Led). Obec se skládá z následující 18 částí (v závorce používané slovinské varianty) (počet obyvatel dle sčítání v roce 2011):
| - Dobrowa (Dobrava) (64) - Eis (Led) (238) - Grutschen (Gruča) (15) - Kanaren (Kanarn) (26) - Kleindiex (Male Djekše) (99) - Kraßnitz (Krasnica) (29) - Lippitzbach (Lipica) (35) - Obermitterdorf (Dolinja vas) (225) - Ruden (Ruda) (178) | - Sankt Jakob (Šentjakob) (12) - Sankt Martin (Šmartin) (152) - Sankt Nikolai (Šmiklavž) (73) - Sankt Radegund (Šentradegunda) (104) - Untermitterdorf (Srednja vas) (107) - Unternberg (Podgora) (139) - Unterrain (Breg) (9) - Weißeneggerberg (Višnjaška Gora) (0) - Wunderstätten (Drumlje) (46) |

## Obyvatelstvo
K 1. lednu 2016 měla obec 1534 obyvatel, z nichž 98,1 % jsou státní občané Rakouska. Celkem 3,9 % obyvatel jsou národnostně korutanští Slovinci.
Celkem 94 % populace se hlásí k římským katolíkům, 1,1 % k evangelíkům a 2,8 % je bez vyznání.

## Politika

### Obecní rada
Obecní rada má 15 členů a je strukturována po komunálních volbách v roce 2015 takto:
- Sociálnědemokratická strana Rakouska - 9
- Rakouská lidová strana - 4
- Svobodná strana Rakouska - 2

Starostou, který je volený přímo, je Rudolf Skorjanz (Sociálnědemokratická strana).